# Unintended
Unintended is de vijfde en tevens laatste single van het debuutalbum Showbiz (1999) van de Britse rockband Muse.

## Muziekvideo
De muziekvideo bevat verschillende stelletjes die door elkaar worden 'gemixt' en hun lichamen zijn vervormd. De bandleden blijven echter normaal.

## Uitgave
Het nummer werd op 5 juni 2000 uitgebracht op 7" vinyl, dubbel-cd en cassette. Later kwam de single als ep beschikbaar op streaming media. De live-uitvoering van Sober (vinyl, streaming media en Benelux-cd) werd opgenomen in Paradiso te Amsterdam. Unintended en Plug In Baby zijn samen de enige singles van Muse die op muziekcassette zijn uitgebracht. Unintended piekte op 5 in de Noorse VG-lista, behaalde de 20e positie in de UK Singles Chart en haalde nipt de Single Top 100 op 99.

## Tracklist
Alle muziek en teksten zijn geschreven door Matthew Bellamy. 
| 1.                | Unintended   | 3:57 |
| 2.                | Sober (live) | 4:07 |
| Totale duur: 8:05 |              |      |

| 1.                 | Unintended                             | 3:57 |
| 2.                 | Recess                                 | 3:35 |
| 3.                 | Falling down (akoestische live-versie) | 5:10 |
| 4.                 | Unintended (muziekvideo)               | 4:00 |
| Totale duur: 16:24 |                                        |      |

| 1.                 | Unintended                                          | 3:57 |
| 2.                 | Nishe                                               | 2:42 |
| 3.                 | Hate this & I'll love you (akoestische live-versie) | 5:00 |
| Totale duur: 11:39 |                                                     |      |

| 1.                | Unintended | 3:57 |
| 2.                | Recess     | 3:35 |
| Totale duur: 7:36 |            |      |

| Nr. | Titel      | Duur |
| --- | ---------- | ---- |
| 1.  | Unintended | 3:57 |

| Nr. | Titel                                                 | Duur |
| --- | ----------------------------------------------------- | ---- |
| 1.  | Unintended                                            | 3:57 |
| 2.  | Recess                                                | 3:35 |
| 3.  | Falling Down (akoestische live-versie)                | 5:12 |
| 4.  | Nishe                                                 | 2:45 |
| 5.  | Hate This and I'll Love You (akoestische live-versie) | 5:02 |
| 6.  | Sober (live)                                          | 4:07 |

| 1.                 | Unintended                             | 3:57 |
| 2.                 | Recess                                 | 3:35 |
| 3.                 | Falling down (akoestische live-versie) | 5:10 |
| 4.                 | Sober (live)                           | 4:07 |
| Totale duur: 16:39 |                                        |      |

## Radio 2 Top 2000
| Nummer met noteringen in de NPO Radio 2 Top 2000 | '15 | '16  | '17  | '18  | '19  | '20 | '21 | '22 | '23 | '24 |
| ------------------------------------------------ | --- | ---- | ---- | ---- | ---- | --- | --- | --- | --- | --- |
| Unintended                                       | 859 | 1138 | 1079 | 1119 | 1021 | 942 | 861 | 749 | 911 | 958 |

1. ↑  Een vetgedrukt getal geeft de hoogste notering aan.
2. ↑  2015 was het eerste jaar met een notering voor dit nummer.